# 미팅
미팅(meeting)은 이성 친구들끼리 모여 마주 보고 앉아 이루어지는 그룹 데이트의 한 형식이다. 대한민국에서는 주로 대학생을 중심으로 한 대학생 문화로서의 특징을 지니고 있다. 남녀간의 만남을 가리키는 미팅은 한국식 영어로서 영어 meeting에는 이러한 뜻이 없으며, 실제 영어권에서는 그룹 데이팅(group dating)이라고 한다.

## 대한민국의 미팅

### 방식
남녀양측에서 미팅을 주선하는 사람이 동성 친구들을 모으고 날짜를 정하고 자리를 마련한다. 이 때, 남녀수는 일반적으로 짝이 맞아야 하므로 동수가 되거나, 주선자를 빼고 동수이다. 남자측과 여자측이 한 테이블에서 서로 마주 보고 앉아서 서로 이런 저런 이야기를 나누면서 자신의 마음에 드는 사람을 찾게 되는데, 이때 자신의 마음에 드는 상대를 골랐다는 표시를 간접적인 방식으로 하게 된다. 서로 마음에 맞는 사람이 정해지면 그 커플이 함께 자리를 뜨는 방식으로 2차 데이트가 시작된다. 헤어질 때는 서로 연락처를 주고 받는데, 서로 마음이 맞으면 연락을 지속하고, 그렇지 않으면 미팅이 1회로 종료된다.

### 용어
- 퀸카(←Queen Card):미팅에 나온 여성중에서 남성들의 주목을 끄는 가장 매력적인 사람을 가리킨다.
- 킹카(←King Card):미팅에 나온 남성중에서 여성들의 주목을 끄는 가장 매력적인 사람을 가리킨다.
- 폭탄:미팅에 나온 남녀중에서 외모적 매력이 매우 떨어지는 사람을 일컫는다.
- 폭탄제거반:폭탄으로 지목된 사람을 먼저 데리고 나오는 임무를 맡은 사람.

### 미팅의 여러 형식과 파생어
미팅의 마지막 글자인 -팅이 접미사 파생을 통하여 여러 데이트 방식을 일컫는 말로 쓰인다.
- 폰팅:모르는 사람에게 전화를 거는 데이트 방식으로, 휴대폰 보급이전에 유행하였다.
- 소개팅:한 사람이 다른 사람을 소개시켜 1:1로 만남을 갖는 데이트방식이다.
- 번개팅:온라인에서 알게 된 사람을 오프라인에서 실제로 만나는 것을 말한다. 줄여서 번개라고도 한다.
- 데이팅:웹사이트에서 실제 데이트코스를 조합하여 만나는 방식을 말한다.
- 문자팅,문팅:휴대폰의 문자메시지를 주고 받는 데이트를 말한다.
- 쪽지팅:웹사이트에서 1:1 쪽지 서비스를 이용한 데이트를 말한다.

## 같이 보기
- 일본의 문화